# Freycinetia scabrosa
Freycinetia scabrosa är en enhjärtbladig växtart som beskrevs av Pasaribu och Elizabeth A. Widjaja. Freycinetia scabrosa ingår i släktet Freycinetia och familjen Pandanaceae. Inga underarter finns listade.